# Ґоль-Махале (Центральний бахш, шагрестан Рудсар)
Ґоль-Махале (перс. گل محله) — село в Ірані, у дегестані Реза-Махале, в Центральному бахші, шагрестані Рудсар остану Ґілян. За даними перепису 2006 року, його населення становило 93 особи, що проживали у складі 31 сім'ї.

## Клімат
Середня річна температура становить 17,46°C, середня максимальна – 33,27°C, а середня мінімальна – 2,20°C. Середня річна кількість опадів – 744 мм.
| Клімат поселення                              | Клімат поселення | Клімат поселення | Клімат поселення | Клімат поселення | Клімат поселення | Клімат поселення | Клімат поселення | Клімат поселення | Клімат поселення | Клімат поселення | Клімат поселення | Клімат поселення | Клімат поселення |
| Показник                                      | Січ.             | Лют.             | Бер.             | Квіт.            | Трав.            | Черв.            | Лип.             | Серп.            | Вер.             | Жовт.            | Лист.            | Груд.            |                  |
| Середній максимум, °C                         | 12,02            | 12,65            | 15,28            | 21,04            | 25,28            | 30,48            | 33,27            | 33,02            | 29,31            | 23,86            | 18,36            | 14,00            |                  |
| Середня температура, °C                       | 7,10             | 7,72             | 10,39            | 16,12            | 20,37            | 25,58            | 28,34            | 28,08            | 24,38            | 18,91            | 13,43            | 9,06             |                  |
| Середній мінімум, °C                          | 2,20             | 2,85             | 5,46             | 11,22            | 15,47            | 20,68            | 23,42            | 23,15            | 19,46            | 14,00            | 8,50             | 4,12             |                  |
| Норма опадів, мм                              | 80               | 61               | 56               | 26               | 22               | 21               | 24               | 47               | 79               | 121              | 107              | 100              |                  |
| Середньомісячна швидкість вітру, м/с          | 1.95             | 2.40             | 2.49             | 2.33             | 2.41             | 2.30             | 2.53             | 2.32             | 2.00             | 1.90             | 1.81             | 2.01             |                  |
| Середньомісячна сонячна радіація, кДж/м²·день | 8231             | 10414            | 12449            | 15579            | 19905            | 20979            | 19878            | 17979            | 15294            | 12029            | 9472             | 7761             |                  |
| --------------------------------------------- | ---------------- | ---------------- | ---------------- | ---------------- | ---------------- | ---------------- | ---------------- | ---------------- | ---------------- | ---------------- | ---------------- | ---------------- | ---------------- |
| Джерело:                                      |                  |                  |                  |                  |                  |                  |                  |                  |                  |                  |                  |                  |                  |